# Luzdegás
Luzdegás fue una revista literaria y plástica activa entre marzo de 1995 y 2002, publicada en la ciudad española de Burgos. Estaba especializada en la creación literaria (especialmente poesía y relato) y también, ocasionalmente, incluía críticas literarias. Se editaron diez números, profusamente ilustrados.

## Etapas
Los directores fundadores fueron Javier Batallé, José Miguel González Hernando y David Sanz Pardo. En su segunda etapa, la revista estuvo dirigida por Javier Batallé, José Manuel Oca y Arancha Maestro.

## Difusión
Fue la revista literaria burgalesa de mayor difusión de su momento (1.000 ejemplares por número) y se llegó a vender en librerías de veintiún ciudades.
También fue la que tuvo una mayor proyección internacional, con números dedicados la poesía cubana (los números 6 y 7) y boliviana (número 8).

## Colaboradores literarios
Entre los escritores españoles que publicaron en la revista figuran Jorge Villalmanzo, José Gutiérrez Román, Eliseo González, Pedro Olaya, Óscar Esquivias, Carlos Briones, Daniel Sánchez Pardos, María Mañeru, Luis Alberto de Cuenca, Eduardo Moga, Miguel d'Ors, Martín López Vega o Javier Almuzara.
Entre los internacionales, los cubanos Nelson Simón y Juan Isidro Siam, el venezolano José Balza, el colombiano Orlando Díaz Romero, el peruano Martín Rodríguez-Gaona o el boliviano Marcelo Villena Alvarado.

## Formato e ilustraciones
La revista tenía formato folio, grapado, salvo el último, encuadernado al ser de mayor grosor.
Su emblema era una guillotina, símbolo de la libertad de la creación literaria, que en cada número un artista recreaba en la cubierta. Los dibujos de las portadas iban recuadrados con anchas cenefas, cada una de un color diferente.
Entre los artistas e ilustradores que participaron en la revista, destacan Ignacio del Río, Juan Mons, Sergio Corral o Máximo López Vilaboa.